# Fadel Jilal
Fadel Jilal (Casablanca, 4 de março de 1964) é um ex-futebolista profissional marroquino, que atuava como meio-campo.

## Carreira
Foi jogador do Wydad Casablanca (de 1985 a 1998), com o qual venceu a Liga dos Campeões da CAF de 1992. Fadel Jilal também fez parte do elenco da Seleção Marroquina de Futebol na Copa do Mundo FIFA de 1986.

## Títulos
Wydad Casablanca
- Campeonato Marroquino: 1985–86, 1989–90, 1990–91, 1992–93,
- Copa do Trono: 1988–89, 1993–94, 1996–97, 1997–98
- Liga dos Campeões da CAF: 1992
- Liga dos Campeões Árabes: 1989
- Campeonato Afro-Asiático de Clubes: 1993
- Supercopa Árabe: 1992